# Sceloporus siniferus
La lagartija-escamosa cola larga (Sceloporus siniferus) es una especie de lagarto que pertenece a la  familia Phrynosomatidae. Es nativo del sur de México y Guatemala.